# Armeno (Italia)
Armeno (Armgn in dialetto) è un comune italiano di 2 091 abitanti della provincia di Novara in Piemonte.
Sorge sulle alture al di sopra del Lago d'Orta a quota 523 m s.l.m. È il comune più settentrionale della provincia, oltre che uno dei più estesi territorialmente.
Da sempre luogo di villeggiatura, ha conosciuto il fenomeno dell'emigrazione, curiosamente di una forza lavoro non avvezza a tale pratica, quella del settore alberghiero e della ristorazione. Il fenomeno è andato diminuendo negli ultimi anni, riuscendo persino ad accogliere emigranti provenienti dal sud. Si sono spopolate quasi contemporaneamente le frazioni di Sovazza e Coiromonte, quest'ultima denominata Coiro fino al 31 dicembre 1868, entrambe già comuni autonomi e aggregati ad Armeno nel 1928. Armeno presenta inoltre 4 rioni: Farfareno, Lavagnino, Capovico e la zona centrale. Ognuno dei quali durante il periodo estivo festeggia il proprio Santo tramite riti e processioni. Altro tratto distintivo e di affluenza di turismo è la fiera dei bovini. Momento di ritrovo che raduna molti appassionati e allevatori. 

## Geografia fisica

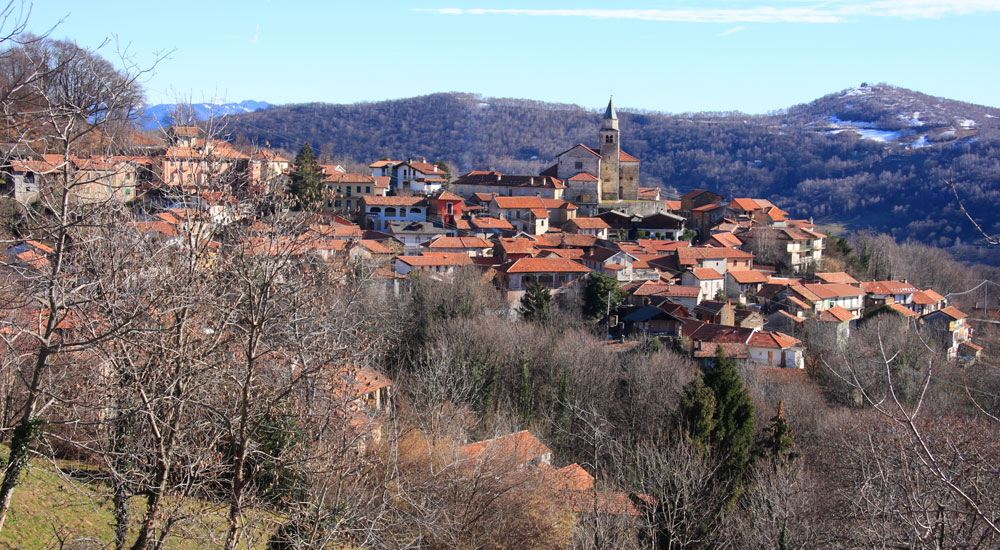
Veduta della frazione Coiromonte, l'abitato più elevato in quota della provincia di Novara

Il territorio è collinare-montuoso e si eleva fino a quasi 1400 m s.l.m., alle pendici del Mottarone. La Strada provinciale 41 parte da Armeno e costituisce la principale via di accesso alla vetta (non a pedaggio).

## Storia
Armeno è terra di antiche memorie. Il paese (Armignus) è citato per la prima volta in un documento risalente al 1061, ma le testimonianze storiche risalgono ad almeno mille anni prima. Sia l'etimologia del nome che ritrovamenti archeologici fanno pensare che il luogo fosse abitato fin da tempi remoti da popolazioni liguri e celtiche, come verificato da un ritrovamento di una tomba risalente al IV secolo a.C. nella zona di Lavignino. In epoca romana il paese era attraversato dalla Strada Settimia costruita ai tempi dell'imperatore Settimio Severo: il paese era un passaggio obbligato per la Svizzera. 
Diverse leggende e tradizioni e reali memorie storiche testimoniano il passaggio di Carolingi e Longobardi.

### Il Medioevo ed il Rinascimento
Durante il Medioevo la storia del paese si intreccia con quella della riviera del lago d'Orta, segnata dalla presenza dei vescovi-conti di Novara. È necessario arrivare però al Cinquecento e al Seicento per individuare una cospicua documentazione che riveli l'importanza assunta da Armeno in campo economico rispetto agli altri centri della zona del Cusio. Ed è proprio in tale periodo che nascono le confraternite religiose, gli "oratori", di cui rimangono presenze importanti.

### La frazione Sovazza
Sovazza (Soatia), il cui nome deriva dal latino, e che, a seconda delle interpretazioni, significa luogo confortevole o associazione di genti, si trova nella valle dell'Agogna, presso la strada delle Due Riviere, che unisce il Lago d'Orta con il Lago Maggiore. Sulla sua origine mancano documentazioni certe. Sono nate così alcune leggende, che dicono la frazione o fondata da una masnada di briganti o, più attendibile, da nobili benestanti della Riviera di San Giulio, fuggiti nella valle dell'Agogna in seguito a periodiche incursioni di barbari.

### Simboli
Lo stemma e il gonfalone sono stati concessi con decreto del presidente della Repubblica del 21 giugno 1994.
Il gonfalone in uso è costituito da un drappo di azzurro anche se il decreto di concessione prevedeva un drappo di bianco.

## Monumenti e luoghi d'interesse

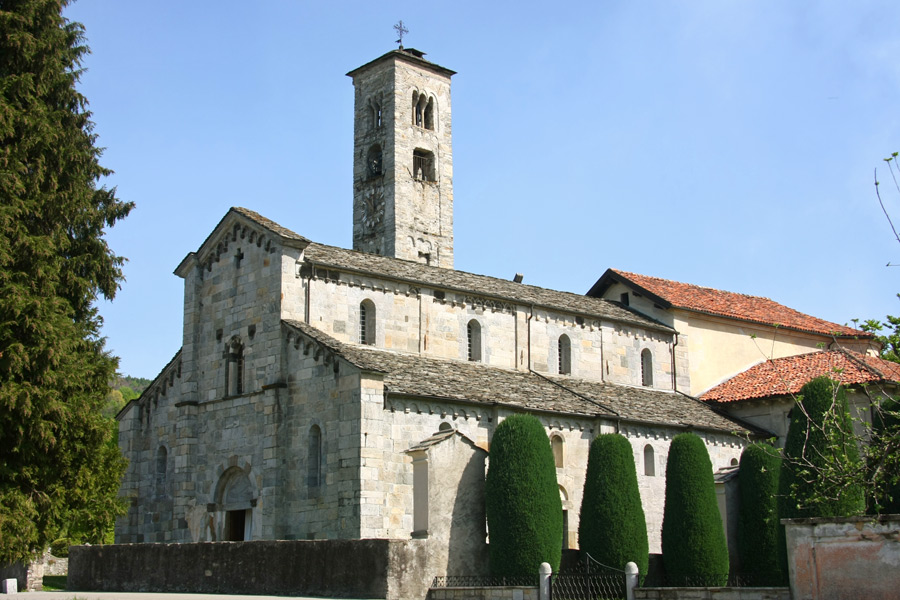
La chiesa parrocchiale del XII secolo

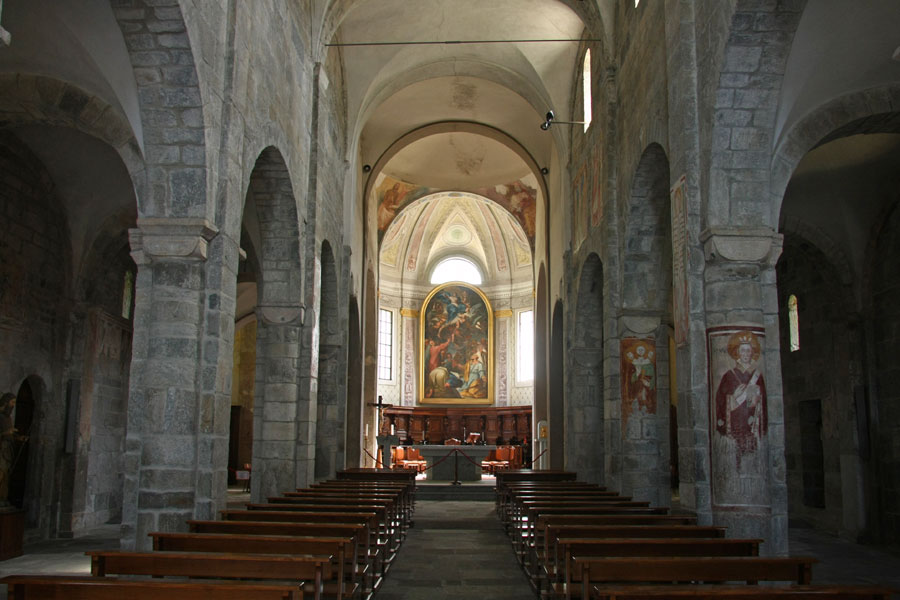
Interno della chiesa parrocchiale

La storia religiosa e civile di Armeno rimane tutta raccolta nella parrocchiale di Santa Maria Vergine Assunta, ricca di tesori d'arte e di suggestioni mistiche. Essenziale e severa nella sua romanica semplicità, la chiesa offre ancora oggi la più evidente testimonianza di che cosa sia stata Armeno nell'arco di un millennio. Il luogo vide passare sant'Antonio di Padova, e poco importa se il suo transito avvenne quando fu un giovane studente. Alcuni storici ritengono che anche Enrico IV, recandosi a Canossa, si fermasse a pregare in questa chiesa, tra le sue alte colonne, mentre la leggenda attribuisce a san Giulio la sua edificazione, avvenuta nel III secolo.
La parrocchiale dell'Assunta venne costruita in blocchi squadrati di sasso, con una magnifica facciata, decorata con capitelli e archetti pensili, con raffigurazioni di animali e di teste, secondo la più tradizionale simbologia medioevale. Gli affreschi al suo interno, affiorano dalla patina di calce che li aveva cancellati dopo le epidemie di peste del Seicento e incantano ancora per la loro genuina bellezza. Ma dove la chiesa di Armeno si distingue ed esprime la sua peculiarità è nelle raffigurazioni della Trinità. La prima è un'impressionante simbologia di tre persone viste attraverso l'immagine di un corpo unico a tre teste.
È una rara testimonianza dell'espressione popolare artistica, stranamente sopravvissuta ai divieti imposti dal Concilio di Trento a queste rappresentazioni antropomorfe. Invece è armoniosa e ben conservata un'altra Trinità, racchiusa in una "mandorla" in stile rinascimentale: in tale immagine il Padre sostiene la croce del Figlio, e su di loro aleggia la colomba dello Spirito Santo. Di notevole valore è il dipinto di Fermo Stella da Caravaggio: una stupenda e pietosa Deposizione dalla Croce.

## Società

### Evoluzione demografica
Abitanti censiti

## Cultura

### Eventi
Gli artigiani del legno festeggiano in marzo San Giuseppe a cui è dedicata anche una piccola chiesa; quelli dell'edilizia onorano il 31 gennaio San Giulio loro protettore. A Sovazza in primavera la mostra ovi-caprina richiama pastori e greggi. La ricca civiltà che orbita attorno al Mottarone si incontra, ogni anno, a novembre per la sagra della montagna e per il giorno del ringraziamento. Non poteva mancare all'appello il caratteristico e suggestivo convegno degli alberghieri, che si tiene sempre a novembre di ogni anno, per festeggiare e ricordare un altro ritorno: quello di camerieri e cuochi che rientrano nel loro paese di origine dalla stagione estiva trascorsa altrove. È stato allestito anche un piccolo museo, inserito nei percorsi dell'Ecomuseo del Lago d'Orta e Mottarone, con oggetti, fotografie e testimonianze di vite vissute tra i potenti della terra.

### La comunità Mirapuri a Coiromonte
In frazione Coiromonte, ai piedi del monte Falò che domina la pianura novarese da un lato e le Alpi dall'altro, si trova Mirapuri, una comunità di ispirazione induista in cui viene praticata la meditazione yoga integrale. La comunità è stata fondata nel 1978 da Michel Montecrossa, musicista cyberpunk.

## Economia
Armeno è nota per la sua cucina e i propri cuochi e camerieri. Una professione che risale almeno a quattrocento anni fa: la storia narra di armeniesi "osti" e cuochi alla corte del Re di Spagna. Il passato ha continuato a vivere in questo secolo, con i cuochi diventati chefs famosi. Così pure per i camerieri, diventati maitres d'hotel nei migliori alberghi. Si ritiene, senza esagerare, che in ogni famiglia del paese vi sia un componente impegnato nel lavoro alberghiero.
In paese non si raccolgono più castagne e noci come una volta, ma i tanti alpeggi di Mergozzolo sono ancora attivi e risuonano dei campanacci. L'allevamento del bestiame è ancora un'importante risorsa: al contrario di altre zone qui si registra un aumento del numero di capi di bestiame. L'industria della rubinetteria risale alla fine dell'Ottocento, affiancata poi negli ultimi anni da aziende che producono articoli casalinghi. In pieno sviluppo il settore edilizio, mentre l'artigianato vive un lento declino, soprattutto le industrie del legno, che a inizio secolo erano le più fiorenti della zona.

## Amministrazione

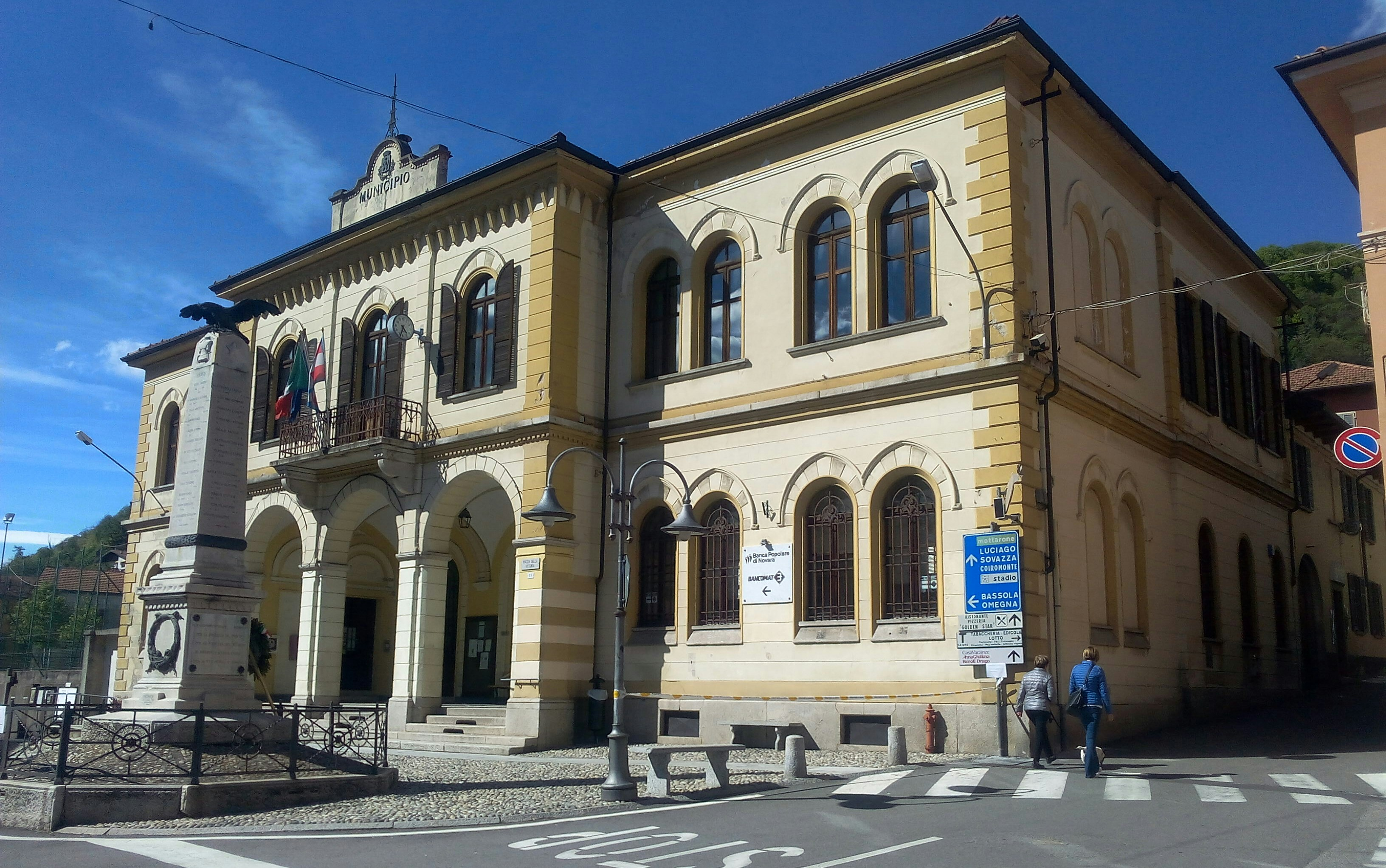
Il municipio

Di seguito è presentata una tabella relativa alle amministrazioni che si sono succedute in questo comune.
| Periodo         | Periodo         | Primo cittadino     | Partito                                 | Carica  | Note  |
| --------------- | --------------- | ------------------- | --------------------------------------- | ------- | ----- |
| 26 giugno 1985  | 21 maggio 1990  | Augusto Viola       | Partito Socialista Democratico Italiano | Sindaco | [ 9 ] |
| 21 maggio 1990  | 16 ottobre 1992 | Pietro Fortis       | Democrazia Cristiana                    | Sindaco | [ 9 ] |
| 16 ottobre 1992 | 24 aprile 1995  | Marco Covini        | Democrazia Cristiana                    | Sindaco | [ 9 ] |
| 24 aprile 1995  | 14 giugno 1999  | Eliseo Mascolo      | sinistra                                | Sindaco | [ 9 ] |
| 14 giugno 1999  | 14 giugno 2004  | Eliseo Mascolo      | lista civica                            | Sindaco | [ 9 ] |
| 14 giugno 2004  | 8 giugno 2009   | Werther Mariotti    | lista civica                            | Sindaco | [ 9 ] |
| 8 giugno 2009   | 26 maggio 2014  | Pietro Fortis       | lista civica                            | Sindaco | [ 9 ] |
| 26 maggio 2014  | 27 maggio 2019  | Pietro Fortis       | lista civica Uniti per Armeno           | Sindaco | [ 9 ] |
| 27 maggio 2019  | in carica       | Mara Maria Lavarini | lista civica Fare per Armeno            | Sindaco | [ 9 ] |

### Altre informazioni amministrative
Il comune fa parte della Unione Montana Due Laghi.

## Sport

### Calcio
La squadra di calcio è l'A.C. Armeno 1971 Calcio che milita nel girone A piemontese e valdostano di 2ª Categoria. È nata nel 1971. I suoi colori sociali sono il rosso granata e il bianco.